# Christopher Davies
Christopher Davies (Campbeltown, 5 augustus 1943) is een Brits zeiler.
Davies won tijdens de Olympische Zomerspelen 1972 samen met Rodney Pattisson de gouden medaille in de Flying Dutchman. 

## Resultaten

### Olympische Zomerspelen
| Jaar | Plaats  | Resultaten             |
| ---- | ------- | ---------------------- |
| 1972 | München | Flying Dutchman klasse |

1960: Bjørn Bergvall / Peder Lunde ·
1964: Helmer Pedersen / Earle Wells ·
1968: Iain MacDonald-Smith / Rodney Pattisson ·
1972: Christopher Davies / Rodney Pattisson ·
1976: Eckart Diesch / Jörg Diesch ·
1980: Alejandro Abascal / Miguel Noguer ·
1984: William Carl Buchan / Jonathan McKee ·
1988: Christian Grønborg / Jørgen Bojsen-Møller ·
1992: Luis Doreste / Domingo Manrique